# Elektrochemische dubbellaag

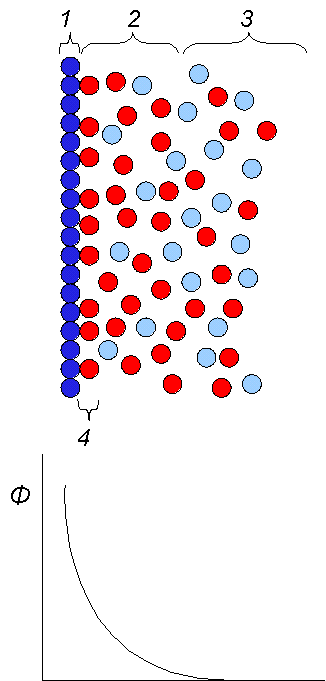
Schema van de elektrochemische dubbellaag.
Blauw: co-ionen; rood: tegenionen.
1: geladen oppervlak; 2: diffuse laag met voornamelijk tegenionen; 3: bulk van de oplossing; 4: Sternlaag.
Onder: de potentiaal van het geladen oppervlak.

De elektrochemische dubbellaag of EDL (Engels: electrical double layer) is een fysisch-chemisch verschijnsel dat optreedt rond oppervlakken die in contact staan met een vloeistof waarin ionen opgelost zijn. Eenvoudig gezegd is er bij een dubbellaag sprake van een geladen oppervlak dat opgeloste ionen van tegengestelde lading aantrekt.

## Beschrijving

### Vorming
De dubbellaag ontstaat door een samenspel van elektrische potentiaal en entropie. Wanneer bijvoorbeeld een silica-oppervlak in aanraking komt met water, dan raken de silanolgroepen geïoniseerd: Si-OH ↔ SiO− + H +. De dubbellaag zal dan bestaan uit:
- het negatief geladen silica-oppervlak
- de positief geladen, diffuse laag van H +-ionen

Entropie is er verantwoordelijk voor dat de H +-ionen in oplossing raken en zich verspreiden. De elektrische potentiaal trekt echter de H +-ionen aan. Beide effecten worden zwakker op grotere afstand van het oppervlak. Dicht bij het silica-oppervlak is de H +-concentratie hoger, verder weg lager.
Bovenstaand principe werkt ook voor allerlei andere oppervlakken en ionenoplossingen.
Het proces waarbij tegenionen aangetrokken worden door een oppervlak (zoals H +-ionen bij een silica-oppervlak) is de screening van een elektrisch veld.

### Co-ionen en tegenionen
Tegenionen of counterionen zijn ionen die een tegengestelde lading hebben ten opzichte van het geladen oppervlak. Bij het voorbeeld van een silica-oppervlak zijn de H +-ionen dus tegenionen. Wanneer een zout zoals NaCl wordt toegevoegd, is het Na +-ion een tegenion. Het zijn de tegenionen die de screening van het geladen oppervlak uitvoeren, en die dus de potentiaal van het oppervlak afschermen.
Co-ionen hebben dezelfde lading als het geladen oppervlak. In bovenstaand voorbeeld zijn Cl−-ionen co-ionen. Co-ionen worden afgestoten door het geladen oppervlak en komen daarom weinig voor in de dubbellaag.

### Sternlaag
Dicht bij het oppervlak vormt zich een aparte laag van geïmmobiliseerde tegenionen, de Sternlaag. Deze laag schermt slechts een gedeelte van de lading van het oppervlak af. Mobiele tegenionen zijn verantwoordelijk voor de rest van de afscherming.

### Debyelengte
De debyelengte is een maat voor de omvang van de dubbellaag. De vorming van de dubbellaag hangt af van de potentiaal van het oppervlak.
De debyelengte kan het eenvoudigst worden gedefinieerd aan de hand van de elektrische potentiaal bij een enkel ion. Voor een geïsoleerd ion geldt:
{\displaystyle \phi ={Z \over r}}
waarbij Φ de potentiaal en r de afstand tot het ion is. Z is een factor waarin de lading van het ion zit verwerkt. Hoe groter de afstand tot het ion, hoe kleiner de potentiaal.
Wanneer er echter meer ionen aanwezig zijn wordt de potentiaal van het ion afgeschermd door deze ionen. Hierdoor neemt de potentiaal sneller af. Deze afname is exponentieel:
{\displaystyle \phi ={Z \over r}\cdot e^{-r/\lambda _{\text{D}}}}
De factor λD is de debyelengte. Hoe kleiner λD, hoe sneller de potentiaal afneemt. Bij een grote waarde van λD is de afname van de afgeschermde potentiaal bijna gelijk aan de afname van de niet-afgeschermde potentiaal.
De Debye-lengte wordt gegeven door:
{\displaystyle {{\lambda _{\text{D}}}={\sqrt {\frac {\epsilon kT}{2q^{2}N_{a}I}}}}}
met
ε de permittiviteit van de oplossing
k de constante van Boltzmann,
T de absolute temperatuur in kelvin,
q de elementaire lading
{\displaystyle N_{a}} de constante van Avogadro,
I de ionsterkte.
De ionsterkte is een som van de ladingen van alle ionen in de oplossing en wordt gegeven door 
{\displaystyle {\frac {1}{2}}\sum _{i}z_{i}^{2}n_{i,\infty }}
met
zi als de lading van een ion van soort i
{\displaystyle n_{i,\infty }} als het aantal ionen van soort i in de bulk ("oneindig" ver weg van het ion) per volume-eenheid (m3)
De formule voor de ionsterkte wordt vaak ook op andere manieren geschreven, omdat aan de hand van de constante van Avogadro de elementaire lading omgerekend kan worden naar de faradayconstante. Hetzelfde geldt voor de constante van Boltzmann, die omgerekend kan worden naar de gasconstante. Soms wordt ook uitgegaan van de Debye-Hückelparameter κ, die de inverse is van λD. Dus 1/κ = λD.
Belangrijkste factor in deze formule is de ionsterkte, dat is de concentratie van ionen in de bulk van de oplossing. Hoe hoger de concentratie, hoe kleiner de debyelengte. Daarnaast telt ook de temperatuur mee, waarvoor het omgekeerde geldt. De temperatuur verhoogt de entropie, waardoor de tegenionen in de dubbellaag een grotere bewegingsvrijheid hebben en gemakkelijker op grotere afstand van de wand kunnen komen. Een hogere temperatuur leidt dus tot een grotere dubbellaag.

### Dubbellaagoverlap
De dubbellaag heeft een eindige lengte. Op zekere afstand is de potentiaal van het oppervlak volledig afgeschermd. Deze afstand is afhankelijk van de factoren genoemd in bovenstaande formule en functioneert in veel gevallen op het niveau van enkele nanometers.
In vloeistofkanalen waarbij ten minste twee van de wanden heel dicht bij elkaar zitten (met een onderlinge afstand van nanometers) zal sprake zijn van dubbellaagoverlap. Hierdoor zal in de holte van een dergelijk nanokanaal de lading van de wand overheersen. Wanneer men een oplossing in zo'n kanaal laat stromen, zullen co-ionen worden afgestoten en het kanaal niet in kunnen. Tegenionen kunnen er wel doorheen. Zo'n kanaal zal dus permselectief functioneren, waardoor concentratiepolarisatie ontstaat.